# Broons
Broons is een gemeente in het Franse departement Côtes-d'Armor, in de regio Bretagne. De plaats maakt deel uit van het arrondissement Dinan. Broons telde op 1 januari 2022 2.931 inwoners. De befaamde Franse veldheer Bertrand du Guesclin, die tijdens de Honderdjarige Oorlog actief was in de strijd tegen de Engelsen, had hier in de buurt zijn thans verdwenen burcht, Motte-Broons.
In de gemeente ligt de spoorweghalte Broons.

## Geboren in Broons
- Bertrand du Guesclin (1320-1380), veldheer uit de Honderdjarige Oorlog, connétable de France

## Geografie
De oppervlakte van Broons bedroeg op 1 januari 2022 35,21 vierkante kilometer; de bevolkingsdichtheid was toen 83,2 inwoners per km².
De onderstaande kaart toont de ligging van Broons met de belangrijkste infrastructuur en aangrenzende gemeenten.

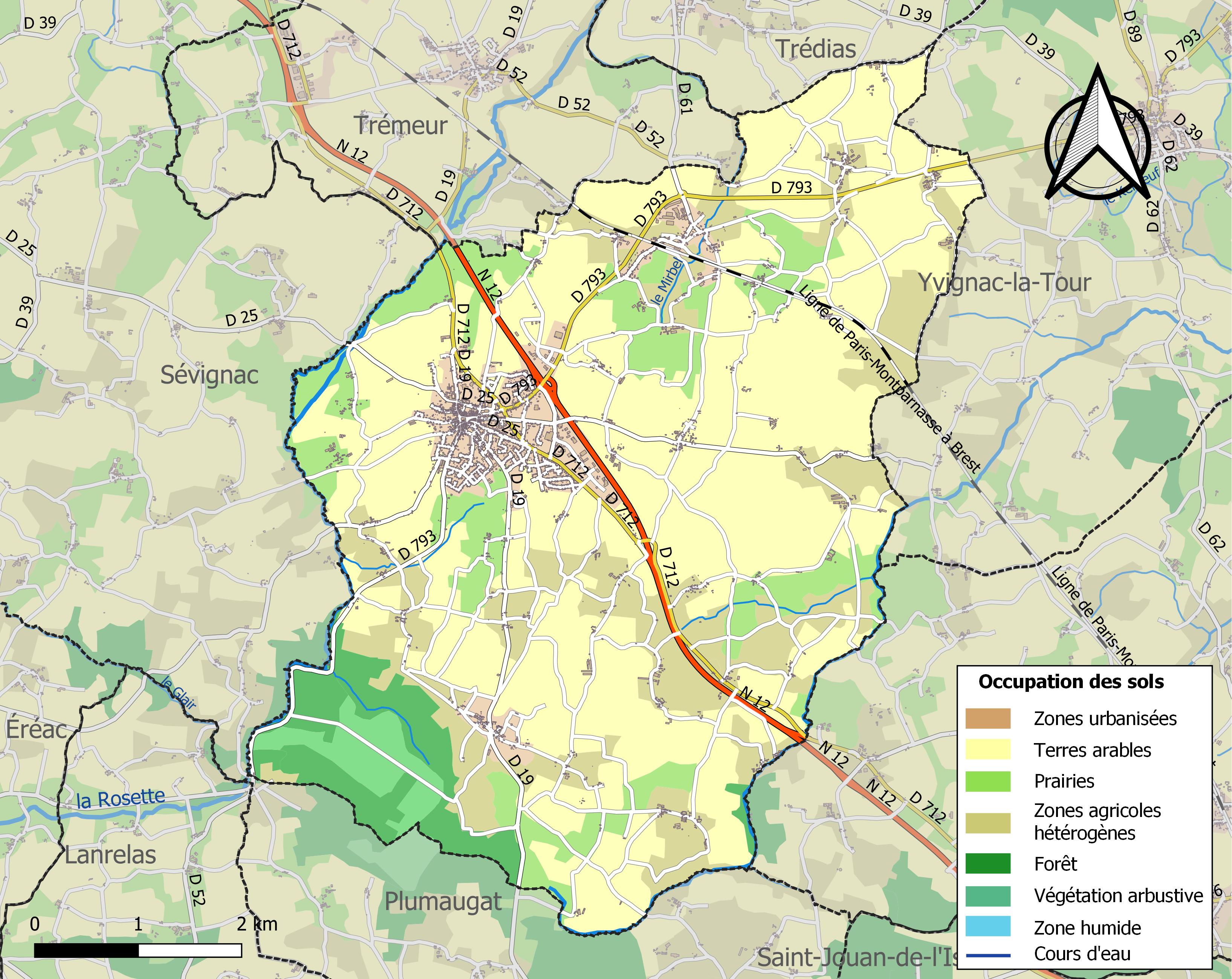

## Demografie
Onderstaande figuur toont het verloop van het inwonertal (bron: INSEE-tellingen).